# Alex Murphy (amerykański aktor)
Alex Murphy – amerykański aktor teatralny i telewizyjny, reżyser teatralny, wykładowca gry aktorskiej. W latach 90. XX wieku wystąpił w kilku polskich filmach akcji, m.in. Młode wilki (1995) i Kiler (1997).

## Życiorys
Pochodzi z Littleton, gdzie w 1977 roku ukończył szkołę średnią. W 1978 r. rozpoczął studia z psychologii na Flagler College, które porzucił po roku. Był członkiem tutejszej drużyny tenisowej. W latach 1981–1985 studiował aktorstwo teatralne na Uniwersytecie Południowej Florydy, który ukończył z tytułem bakałarza. W czasie studiów współtworzył nocny teatr improwizacji School of Night. Po studiach dokształcał się z gry techniką Meisnera. Uczył się także gry aktorskiej metodą Stanisławskiego na HB Studio i techniki Labana u Larry’ego Smitha na Central School of Speech and Drama. Po ukończeniu szkoły zamieszkał w Nowym Jorku, gdzie w latach 1987–2007 grał w Ensemble Studio Theatre na Broadwayu.
W latach 80. wystąpił gościnnie w kilku amerykańskich serialach telewizyjnych. W latach 90. przyjechał do Polski, gdzie grał w sztuce Drinking in America w Teatrze Studio Buffo i mieszkał w Warszawie. Tu zaproponowano mu zagranie w kilku polskich produkcjach. Wystąpił także w teledysku do utworu Serce jak ogień zespołu Daab.
Na początku XXI wieku osiadł w Azji. Przez ponad 10 lat mieszkał na Filipinach, gdzie od 2008 roku wykłada grę aktorską. W latach 2008–2018 uczył na Międzynarodowej Akademii Filmu i Telewizji na wyspie Cebu, od 2016 roku uczy też w Directing Actors Workshop na Cebu. W latach 2008–17 uczył na Międzynarodowej Akademii Filmu i Telewizji w Lapu Lapu. W drugiej połowie 2016 roku wykładał też w The Cornelio Faigao Workshop na wyspie Cebu. W 2015 roku przez miesiąc prowadził gościnnie wykłady w Paryżu, a przez dwa lata na Uniwersytecie Północnym w Trondheim. Gościł także na uczelni Teaterhøgskolen w Nord-Trøndelag i Międzynarodowej Akademii Filmu i Telewizji w Antwerpii. Od 2019 roku mieszka w Amsterdamie, gdzie uczy gry scenicznej i techniki Meisnera na Mulholland Academy. W 2019 r. wykładał gościnnie w FB: faaam.
W 2013 roku był reżyserem i głównym aktorem sztuki Seminar wystawionej na filipińskiej wyspie Cebu, napisanej i wystawionej pierwotnie przez Theresę Rebeck na Broadwayu. Wyreżyserował też sztuki Drinking in America Erica Bogosiana w The Studio w Antwerpii, Hidden in this picture Aarona Sorkina i Human Error Keitha Reddina w Tutti Fratelli Theatre w Antwepii oraz Women in motion Donalda Marguliesa, Anythink for You, Three Girls and Brenda w GoGoHeart Stage and Film w Cebu.
W 2014 roku był pomysłodawcą filmu Padulong Sa Punuy-anan.
Od 2008 roku jest wolontariuszem fundacji Childrens Haven, zajmującej się wspieraniem i zaopatrywaniem potrzebujących dzieci i szkół.

## Filmografia

### Produkcje zagraniczne
- 2010: 3rd World - jako Mąż Foster[9]

#### Filmy krótkometrażowe
- 2015: Riverside
- 2014: Padulong Sa Punuy-anan
- 2012: Cirque Invisible - jako Harry
- 2012: Deadline - jako Frank
- 2012: The Harrowing - jako The Clerk
- 2012: Thesis - jako on sam
- 2009: Dreams of White Lilies - jako Richard
- 2008: Melody - jako Mr. Copland
- 1991: Guts - jako Johnny
- 1981: Szaleniec - jako Bill
- Hotel Kundu
- Dreams of White Lilies[5][6][9]

#### Seriale telewizyjne
- 1988: McCall - jako Lip-Sync Man (sezon 4, odc. 4)
- Tylko jedno życie (gościnnie)
- Wszystkie moje dzieci (gościnnie)[6][9]

### Polskie produkcje
- 1997: Młode wilki 1/2 – jako "Czarny" (rola dubbingowana przez Dariusza Odiję)
- 1997: Kiler – jako Doktor Hector Sosa
- 1995: Akwarium (film) – jako Amerykanin zwerbowany przez Suworowa
- 1995: Młode wilki – jako "Czarny" (rola dubbingowana przez Dariusza Odiję)
- 1995: Akwarium, czyli samotność szpiega – jako Amerykanin zwerbowany przez Suworowa (rola dubbingowana przez Krzysztofa Kolbergera) (odc. 3)
- 1995: Sukces – jako Bob Simons, pracownik Foreign Investment Bank (odc. 1-4, 6, 9)[10][11]

## Role teatralne

### Ensemble Studio Theatre
- Lou Gehrig did not die of cancer - jako Victor
- Dopes - jako Gary
- Have Been Said Freh Meat - jako Larry
- Awoke One - jako Złodziej
- Variations on the Death of Trotsky - jako Lew Trocki

### Pozostałe teatry
West Bank Theatre
- Things that should - jako Ray

Workhouse Theatre
- Sea of Cortez – jako Eddie

Manhattan Punchline
- Iron Tommy - jako Tommy

Westbeth Theatre Center
- Buck Fever - jako Ray
- White Boys - jako Randy

St. Clements Theatre
- The Wager
- Private Wars - jako Silvio

Womens Interart Annex
- The Author’s Voice - jako Todd

Studio Buffo
- Drinking in America[5]

GoGo Heart Stage
- Seminar - jako Leonard[12]